# ظرف صحي
ظرف صحي هو فيلم مصري عرض عام 2014، بطولة محمد رضا وابتسام المكي ودوللي شاهين.

## قصة الفيلم
تدور أحداث الفيلم في إطار كوميدي حول «سيد شطاف» وهو سباك صحي يحب «بطة» التي تجسد شخصيتها دوللي شاهين، ويتعرض للعديد من المواقف الكوميدية خلال الأحداث إلى أن يتعرض لموقف يقلب حياته رأساً على عقب.

## طاقم التمثيل
- محمد رضا
- ابتسام المكي
- دوللي شاهين
- حسام فارس
- عايدة رياض
- سليمان عيد
- نرمين ماهر
- علاء مرسي
- روان فؤاد
- ضياء الميرغني
- بدرية طلبة
- منة عرفة
- خالد عمر
- إبراهيم سعيد
- بليغ حمدي
- عبد الباسط حمودة
- محمود الحسيني
- أحلام الجريتلي
- محمد عيد
- إيمي طلبة
- عبد المنعم طه

## فريق العمل
- إخراج: إبرام نشأت
- سيناريو وحوار: عبد المنعم طه
- إنتاج: شركة الغرام للإنتاج السينمائي
- توزيع: شركة أفلام النصر (محمد حسن رمزي)
- مونتاج: تامر نصر
- موسيقى تصويرية: إسلام صبري
- مدير التصوير: تامر جوزيف

## وصلات خارجية
- ظرف صحي على موقع الدهليز
- ظرف صحي على موقع قاعدة بيانات الأفلام العربية
- ظرف صحي على موقع قاعدة بيانات الفيلم (الإنجليزية)
- ظرف صحي على موقع ليتربوكسد (الإنجليزية)